# Tempête tropicale Hermine (1998)
Pour les articles homonymes, voir Cyclone tropical Hermine.
La tempête tropicale Hermine est la huitième de la Saison cyclonique 1998 dans l'océan Atlantique nord.